# Szczepan Szczeniowski

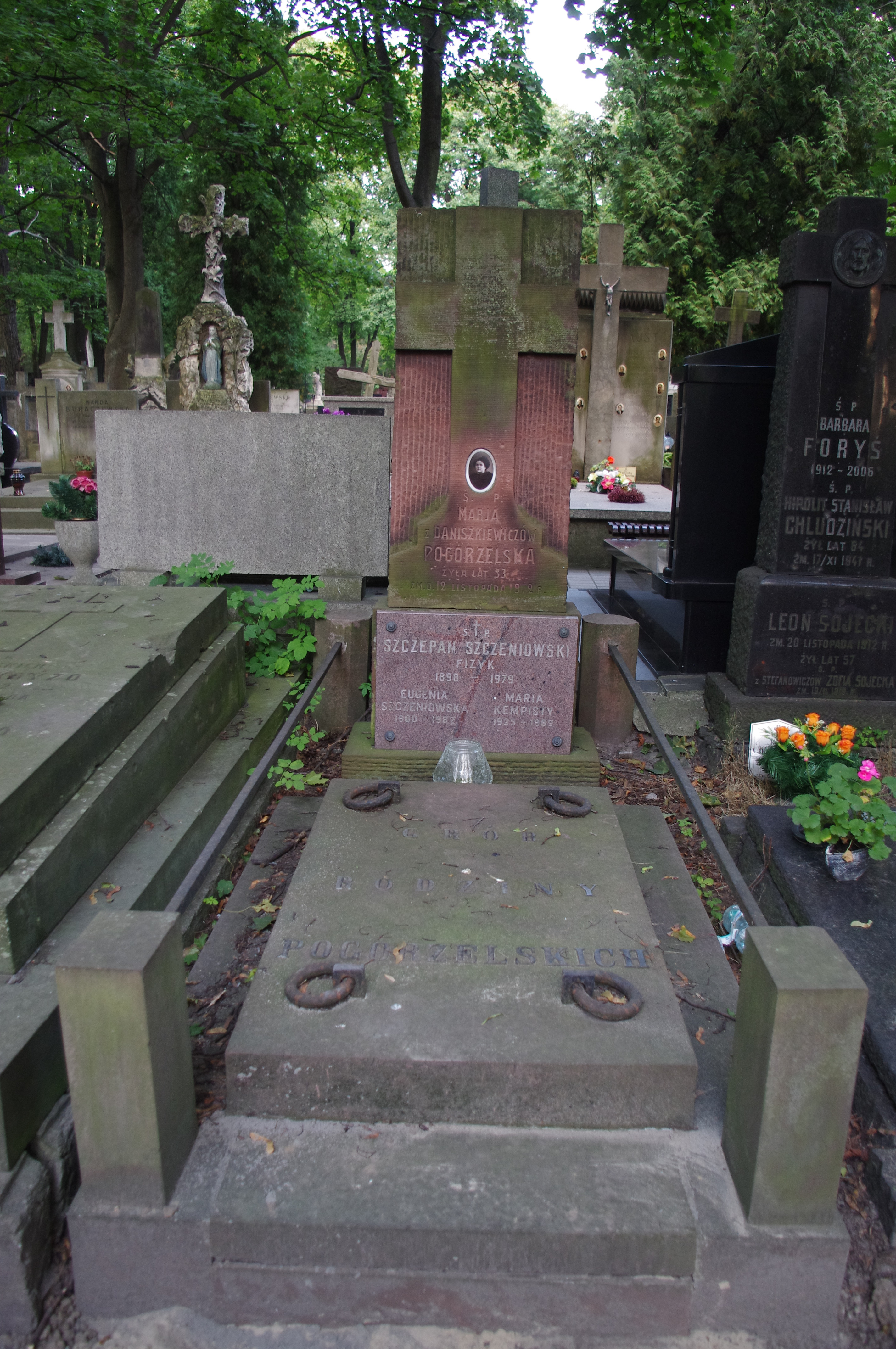
Grób fizyka Szczepana Szczeniowskiego na cmentarzu Powązkowskim w Warszawie

Szczepan Eugeniusz Szczeniowski (ur. 26 grudnia 1898 w Warszawie, zm. 18 lutego 1979 tamże) – polski fizyk, profesor, członek rzeczywisty Polskiej Akademii Nauk, nauczyciel i wychowawca wielu pokoleń polskich fizyków, poseł na Sejm PRL I kadencji. Profesor uniwersytetów we Lwowie, Wilnie, Poznaniu, oraz Politechniki Warszawskiej. Prowadził badania w wielu dziedzinach fizyki, m.in. w zakresie fotoluminescencji roztworów, promieniowania kosmicznego, dyfrakcji elektronów i ferromagnetyzmu. Autor 6-tomowego podręcznika akademickiego Fizyka doświadczalna.

## Życiorys

### Pochodzenie i młodość
Urodził się 26 grudnia w Warszawie. Był synem Szczepana Ludwika Szczeniowskiego (1860–1941), inżyniera technologa, i Jadwigi Eugenii z Zagrodzkich, nauczycielki muzyki, rozstrzelanej przez Niemców 28 września 1944 podczas Powstania warszawskiego. Miał troje rodzeństwa – siostrę Zofię oraz braci Jana i Zygmunta.
Uczył się początkowo w domu, a od 1908 w Gimnazjum Emiliana Konopczyńskiego w Warszawie. W 1916 zdał maturę i podjął na studia matematyczno-fizyczne na Wydziale Filozoficznym Uniwersytetu Warszawskiego, które przerwał i 11 listopada 1918 wstąpił ochotniczo do 36. pp Legii Akademickiej. W styczniu 1919 wraz z pułkiem wyjechał do Lwowa i jako żołnierz 9. pp Legionów pozostał na froncie do września. W styczniu 1920 został przydzielony do Sekcji Wojsk Łączności w Ministerstwie Spraw Wojskowych, a w marcu 1921 przeniesiony do rezerwy w stopniu plutonowego. Już w czasie studiów w 1918 został zastępcą asystenta na Uniwersytecie Warszawskim, a od 1922 był zatrudniony na etacie młodszego asystenta. Studia na UW, przerwane służbą wojskową, ukończył w 1923.

## Kariera naukowa
30 czerwca 1926 uzyskał stopień doktora filozofii w dziedzinie fizyki doświadczalnej, na podstawie dysertacji O wydajności fluorescencji roztworów, napisanej pod kierunkiem Stefana Pieńkowskiego („Sprawozdania i Prace Polskiego Towarzystwa Fizycznego” 1927 nr 1). Od 1 lipca 1926 pracował na etacie starszego asystenta, a od 1927 − adiunkta. W 1929 w ramach rocznego stypendium Fundacji Rockefellera wyjechał do USA, gdzie od 13 stycznia 1929 do 14 stycznia 1930 prowadził badania eksperymentalne nad dwójłomnością promieni Roentgena w kryształach pod kierunkiem Arthura Holly'ego Comptona w Ryerson Laboratory na University of Chicago.
Od lutego do września 1930 był asystentem kontraktowym w Zakładzie Fizyki Doświadczalnej Uniwersytetu Warszawskiego, a następnie stypendystą Funduszu Kultury Narodowej (FKN) .
W grudniu 1930 habilitował się na podstawie prac Ruch elektronu w jednorodnym polu elektrycznym oraz Ruch elektronu w obustronnie ograniczonej warstwie pola elektrostatycznego, i uchwałą Rady Wydziału Matematyczno-Przyrodniczego UW uzyskał veniam legendi w zakresie fizyki teoretycznej.
Jego doświadczenia mające na celu wykazanie falowej natury materii i potwierdzenie hipotezy de Broglie'a były przeprowadzone na Uniwersytecie Warszawskim w tym samym czasie, gdy to samo doświadczenie przeprowadzali w innych ośrodkach Germer i późniejszy noblista Davisson, oraz, niezależnie, Thomson, również noblista. Praca Szczeniowskiego została opublikowana z pewnym opóźnieniem, wynikającym z cyklu wydawniczego Polskiego Towarzystwa Fizycznego, co spowodowało odebranie palmy pierwszeństwa Polakowi.

### Lwów i Wilno
1 stycznia 1931 na zaproszenie prof. Stanisława Lorii wyjechał do Lwowa, gdzie został zatrudniony jako zastępca profesora na stanowisku zastępcy kierownika Zakładu Fizyki w Katedrze Fizyki Teoretycznej na Uniwersytecie Jana Kazimierza. Od 25 września 1933 do 1936 pracował tam jako kierownik Katedry Fizyki Teoretycznej.
W styczniu 1937 przeniósł się do Wilna, gdzie objął Katedrę Fizyki Teoretycznej na Uniwersytecie Stefana Batorego. Wykładał tam teorię budowy wewnętrznej gwiazd w ramach systematycznych wykładów z astrofizyki teoretycznej. W 1939 został wybrany dziekanem Wydziału Matematyczno-Przyrodniczego tegoż uniwersytetu. Na USB pracował, aż do jego zamknięcia 15 grudnia 1939 przez władze litewskie .
W latach 1937–1939 był redaktorem czasopisma „Acta Physica Polonica” − miesięcznika naukowego poświęconego fizyce, o międzynarodowym zasięgu, wydawanego w Wilnie.
W czasie wojny przebywał w Wilnie, brał udział w tajnym nauczaniu na poziomie uniwersyteckim. Od grudnia 1940 do 1944 pracował w firmach budowlanych i transportowych .

### W Polsce
W lipcu 1945 przyjechał do Polski, gdzie podjął pracę na stanowisku profesora nadzwyczajnego na nowo utworzonym Uniwersytecie Mikołaja Kopernika w Toruniu. Był m.in. redaktorem działu „Fizyka” wydawanego przez „Wiedzę Powszechną”, oraz współzałożycielem i pierwszym redaktorem naczelnym (1949–52), a następnie wieloletnim przewodniczącym Rady Redakcyjnej dwumiesięcznika „Postępy Fizyki”, organu Polskiego Towarzystwa Fizycznego .

#### Uniwersytet Poznański
28 sierpnia 1945 został kierownikiem Katedry Fizyki Doświadczalnej oraz Pracowni Fizycznej KF na Wydziale Matematyczno-Przyrodniczym Uniwersytetu Poznańskiego. W latach 1945−52 równolegle z pracą w Poznaniu, wykładał na Uniwersytecie Wrocławskim fizykę ciała stałego, fizykę cząstek elementarnych oraz optykę atomową i molekularną. W marcu 1946 otrzymał nominację na profesora zwyczajnego. W latach 1946−52, pełnił obowiązki kuratora Zakładu Fizyki Teoretycznej na Uniwersytecie Poznańskim prowadząc również wykłady i ćwiczenia.
W 1948 zrezygnował z otrzymanej propozycji objęcia Katedry Fizyki na Uniwersytecie Jagiellońskim i za namową Kazimierza Ajdukiewicza pozostał w Poznaniu. Jako przewodniczący Komisji Fizycznej, Sekcji Matematyczno-Przyrodniczej Rady Głównej (od 1948) brał udział w opracowaniu programu fizyki na poziomie uniwersyteckim. W 1950 został członkiem komitetu zajmującego się odbudową gmachów uniwersyteckich. Po wydzieleniu w 1951, Wydziału Matematyki, Fizyki i Chemii na Uniwersytecie Poznańskim objął kierownictwo Sekcją Fizyki. Funkcję tę sprawował aż do roku 1953. 1 października 1952 przekazał Katedrę Fizyki Doświadczalnej Uniwersytetu Poznańskiego Arkadiuszowi Piekarze, a sam objął funkcję kierownika Katedry Fizyki Teoretycznej tegoż uniwersytetu. Od 1952 pełnił funkcję prorektora ds. nauki Uniwersytetu Poznańskiego, z której to funkcji zrezygnował w 1956 .

#### Polska Akademia Nauk
Należał do głównych twórców poznańskiego ośrodka fizyki. Razem ze Stanisławem Lorią zbudował fundamenty polskiej szkoły ferromagnetyzmu i wytyczył kierunki badań, zwłaszcza w zakresie zastosowania materiałów magnetycznych w różnych technologiach. Od 1954 prowadził działalność badawczą, również jako kierownik Zakładu Ferromagnetyków i Ferroelektryków, w poznańskiej filii Instytutu Fizyki PAN.
W badaniach koncentrował się na pracach poświęconych falom spinowym w ferromagnetykach, strukturze domenowej ferromagnetyków oraz cienkim warstwom ferromagnetycznym. Jego głównymi osiągnięciami były syntetyczne opracowania teorii fal spinowych oraz zastosowanie metod teorii pasmowej do opisu własności cienkich warstw magnetycznych. Dzięki jego staraniom podjęto współpracę w zakresie fizyki magnetyzmu między wszystkimi polskimi ośrodkami naukowymi. Był konsultantem powstających nowych ośrodków ferromagnetyzmu, m.in. we Wrocławiu, Gliwicach, Katowicach, Łodzi i Warszawie .

#### Politechnika Warszawska

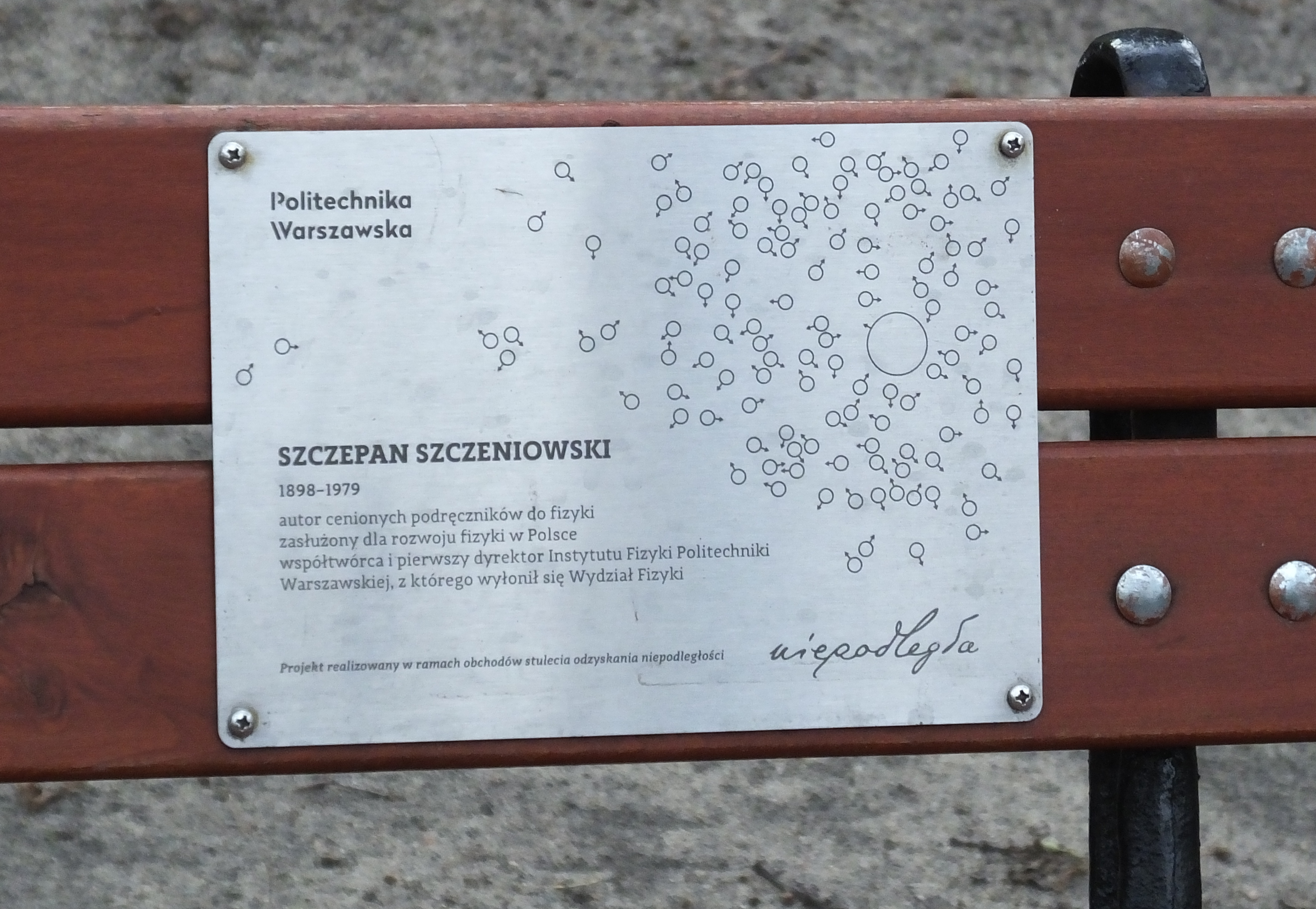
Ławka na dziedzińcu Politechniki Warszawskiej

Od 1955 prowadził wykłady na Wydziale Łączności (od 1966 Wydział Elektroniki) Politechniki Warszawskiej, gdzie 1 września 1957 objął Katedrę Fizyki Ogólnej. W 1962 przeniósł się do Warszawy, rezygnując z pracy na UAM, pozostając jedynie kierownikiem poznańskiego Zakładu Ferromagnetyków Instytutu Fizyki PAN. W latach 1964–75 był przewodniczącym zespołu ekspertów, który koordynował badania w dziedzinie ferromagnetyzmu w krajach Rady Wzajemnej Pomocy Gospodarczej. Kierowana przez niego Katedra na Politechnice Warszawskiej stała się podstawą utworzonego w 1965 międzywydziałowego Instytutu Fizyki, którego został dyrektorem. We wrześniu 1969 przeszedł na emeryturę.
Wypromował 50 doktorów i ponad 20 docentów doprowadził do habilitacji, a co najmniej 100 fizyków korzystało z jego wsparcia przy doktoryzowaniu się. Recenzował ponad dwieście sześćdziesiąt rozpraw doktorskich i habilitacyjnych.

## Śmierć
Zmarł 18 lutego 1979 roku w Warszawie, gdzie został pochowany na cmentarzu Powązkowskim w Warszawie (kw. 95–VI–21).

## Członkostwo
Był członkiem m.in.
- od 1936: członek Akademii Nauk Technicznych
- od 1945: członek zwyczajny Towarzystwa Naukowego Warszawskiego
- od 1946: członek Związku Nauczycielstwa Polskiego
- od 1946: członkiem rzeczywistym Poznańskiego Towarzystwa Przyjaciół Nauk
- od 1948: członkiem korespondentem Polskiej Akademii Umiejętności
- od 1964: członkiem korespondentem Polskiej Akademii Nauk
- od 1973: członkiem rzeczywistym Polskiej Akademii Nauk[27]

oraz członkiem wielu rad naukowych, m.in. Instytutu Fizyki PAN, Instytutu Fizyki Molekularnej PAN, Instytutu Fizyki Politechniki Warszawskiej, Międzynarodowego Laboratorium Silnych Pól Magnetycznych we Wrocławiu oraz Instytutu Techniki Jądrowej Akademii Górniczo-Hutniczej. Pełnił funkcje przewodniczącego: Rady Naukowej Polskiego Towarzystwa Cybernetycznego (1964–70) oraz Rady ds. Metrologii Zakładów Metrologicznych Centralnego Urzędu Jakości i Miar w Warszawie (od 1971 Polskiego Komitetu Normalizacji i Miar) (1967–72). Przewodniczył w latach 1959–63 i 1966–71 Komitetowi Fizyki PAN, zorganizował w nim i prowadził Podsekcję Fizyki Magnetyzmu. Był członkiem korespondentem (od 1964) i członkiem rzeczywistym (od 1973) PAN. Należał też do Włoskiego Towarzystwa Fizycznego, Amerykańskiego Towarzystwa Fizycznego, Polskiego Towarzystwa Fizycznego, Polskiego Towarzystwa Przyrodników im. Kopernika, Polskiego Towarzystwa Chemicznego, Polskiego Towarzystwa Matematycznego oraz Polskiego Towarzystwa Filozoficznego

## Życie prywatne
Był żonaty od 1941 z Eugenią z Pogorzelskich, wdową po prof. Stefanie Kempistym, z którą wychowywał Marię Kempisty − córkę żony z pierwszego małżeństwa .

## Publikacje
Autor wielotomowego podręcznika Fizyka doświadczalna
- S. Szczeniowski: Ciepło i fizyka cząsteczkowa: podręcznik dla studentów szkół wyższych. Poznań: Koło Matematyczno-Fizyczne, 1950, s. 211, seria: Fizyka doświadczalna cz. 2.
- S. Szczeniowski: Elektryczność i magnetyzm: podręcznik dla studentów szkół wyższych. Państwowe Wydawnictwo Naukowe, 1952, s. 565, seria: Fizyka doświadczalna cz. 3. ISBN 83-01-02582-4.
- S. Szczeniowski, red. Tadeusz Hilczer: Optyka: podręcznik dla studentów szkół wyższych. 1967, s. 488, seria: Fizyka doświadczalna cz. 4. ISBN 83-01-03094-1.
- S. Szczeniowski: Fizyka atomu: podręcznik dla studentów szkół wyższych. Państwowe Wydawnictwo Naukowe, 1967-1976, s. 637, seria: Fizyka doświadczalna cz. 5.. ISBN 83-01-02582-4.
- S. Szczeniowski: Mechanika i akustyka: podręcznik dla studentów szkół wyższych. Państwowe Wydawnictwo Naukowe, 1972, s. 703, seria: Fizyka doświadczalna cz. 1.
- S. Szczeniowski: Fizyka jądra i cząstek elementarnych: podręcznik dla studentów szkół wyższych. Państwowe Wydawnictwo Naukowe, 1974, s. 619, seria: Fizyka doświadczalna cz. 6.

oraz m.in.
- oprac. S. Szczeniowski, stenografował R. Wasilewski: Optyka i promieniowanie według wykładów prof. Uniwersytetu Warszawskiego d-ra S. Pieńkowskiego w roku akad. 1927/28. Wydawnictwo Komisji Wydawniczej Koła Chemików i Koła Przyrodników S. U. W., 1929, s. 1068, seria: Fizyka doświadczalna/Stefan Pieńkowski; t. 3, cz. 4.
- S. Szczeniowski, S. Ziemecki: Promieniowanie i materja: idee i fakty fizyki nowoczesnej. Wydawnictwo Kasy im. Mianowskiego - Instytutu Popierania Nauki, 1932, s. 261.
- Arthur Eddington; przeł. S. Szczeniowski: Nauka na nowych drogach. Trzaska, Evert i Michalski, 1937, s. 310, seria: Biblioteka Wiedzy; t. 30.
- Artur Haas; przeł. S. Szczeniowski: Zasady fizyki : światło, elektryczność, ciepło, materja. Warszawa: Trzaska Evert i Michalski,, 1939, s. 306, seria: Biblioteka Wiedzy ; t. 18.
- S. Szczeniowski: Budowa jądra atomowego. Państwowe Zakłady Wydawnictw Szkolnych, 1947, s. 102, seria: Biblioteka Popularnonaukowa-Państwowe Zakłady Wydawnictw Szkolnych. Seria Fizyko-Astronomiczna.
- S. Szczeniowski: Zastosowania energii atomowej. Państwowe Zakłady Wydawnictw Szkolnych, 1948, s. 77, seria: Biblioteka Fizyczno-Astronomiczna.
- S. Szczeniowski: Optyka. Poznań: Państwowe Zakłady Wydawnictw Szkolnych, 1951, s. 424.
- S. Szczeniowski: 150 lat wyższego szkolnictwa technicznego w Warszawie. WPW, 1979. Brak numerów stron w książce

## Odznaczenia
Odznaczony m.in:
- 1951: Krzyż Oficerski Orderu Odrodzenia Polski[32]
- 1954: Krzyż Komandorski Orderu Odrodzenia Polski
- 1955: Medal 10-lecia Polski Ludowej[33]
- Medal 30-lecia Polski Ludowej
- 1967: Odznaka Zasłużonego Nauczyciela PRL
- 1969: Krzyż Komandorski z Gwiazdą Orderu Odrodzenia Polski
- 1970: tytuł doktora honoris causa Uniwersytetu im. Adama Mickiewicza w Poznaniu[34]
- 1977: Order Sztandaru Pracy II klasy
- 1977: Medal im. Mikołaja Kopernika przyznany przez PAN.

## Upamiętnienie
- 17 lutego 1986 roku, z inicjatywy prof. Bolesława Wysłockiego, audytorium Instytutu Fizyki Politechniki Częstochowskiej nadano imię profesora Szczepana Szczeniowskiego. Z tej okazji odsłonięto nad wejściem do audytorium pamiątkową tablicę, autorstwa prof. dr inż. Zbigniewa Piłkowskiego. Uroczystego odsłonięcia tablicy dokonali bracia profesora Szczeniowskiego: dr Jan Szczeniowski i inż. Zygmunt Szczeniowski[35].
- 25 lutego 2009 odbyła się sesja wspomnieniowa w trzydziestą rocznicę śmierci profesora połączona z odsłonięciem tablicy pamiątkowej oraz nadaniem jego imienia dotychczasowej auli A Wydziału Fizyki Uniwersytetu im. Adama Mickiewicza w Poznaniu[36][37].